# 굴식 돌방무덤

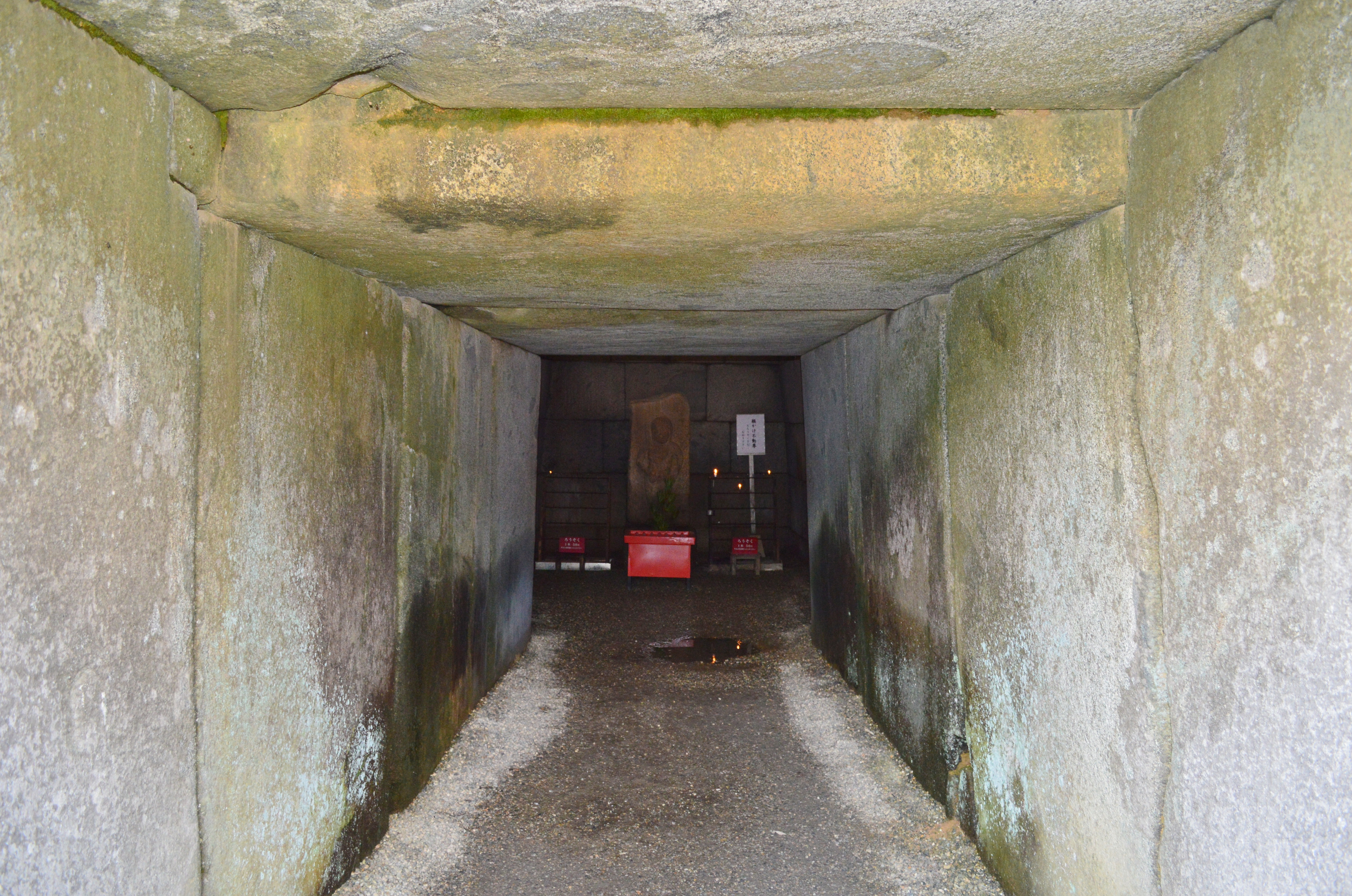

굴식 돌방무덤, 혹은 횡혈식석실분(横穴式石室墳)은 돌로 1개 이상의 널방을 짜고 그 위에 흙으로 덮어 봉분을 만든 무덤으로, 앞방과 널방이 통로로 연결되어 있다. 일반적으로 앞방과 널방으로 구분하며, 널방의 벽과 천장에 벽화를 그리기도 했다.
한나라가 한반도에 설치한 낙랑군의 중심지였던 평양 지역 및 대방군이 위치했던 황해도 지역의 이른바 '낙랑고분군'에 다수 분포한다. 중국 동북부의 한나라 봉분과 비교할 때 낙랑묘의 주류를 이루는 전형적인 궁륭식 천정은 특히 요동 지역과의 연결고리가 강하다.